# Earl Landaff

Wappen der Earls Landaff

Earl Landaff, of Thomastown in the County of Tipperary, war ein erblicher britischer Adelstitel in der Peerage of Ireland.
Familiensitz der Earls war Thomastown Castle im County Tipperary.

## Verleihung und Geschichte des Titels
Der Titel wurde am 22. November 1797 für den irischen Politiker Francis Mathew, 1. Viscount Landaff, geschaffen. Ihm waren bereits am 12. Oktober 1783 der fortan nachgeordnete Titel Baron Landaff, of Thomastown in the County of Tipperary, und am 4. Dezember 1793 der fortan nachgeordnete Titel Viscount Landaff, of Thomastown in the County of Tipperary, verliehen worden. Alle drei Titel erloschen beim kinderlosen Tod seines ältesten Sohnes, des 2. Earls, am 12. März 1833.
Arnold Mathew (1852–1919) unternahm um 1895 den Versuch, einen Erbanspruch auf den Titel als 4. Earl nachzuweisen, da er ein Enkel des 1. Earls sei, blieb aber erfolglos.

## Liste der Earls Landaff (1797)
- Francis Mathew, 1. Earl Landaff (1738–1806)
- Francis Mathew, 2. Earl Landaff (1768–1833)